# 埃爾波特羅峰
埃爾波特羅峰（西班牙語：Cerro El Potro），是委內瑞拉的山峰，位於該國西部梅里達州，屬於梅里達內華達山脈中庫拉塔山脈的一部分，南面有拉斯派拉斯峰，海拔高度4,409米。